# Juan Hurtado de Mendoza el Limpio
Juan Hurtado de Mendoza, apodado «el Limpio»  o «el Mozo»(c. 1329-Madrid, c. 1404), fue un militar y político de Castilla de gran influencia, al servicio de la Corona. Señor de Morón de Almazán, Gormaz y II señor de Almazán, de él descenderían después los marqueses de Almazán, Cañete y, más tarde, de Miraval y Vessolla.
Era hijo de quien fuera uno de los primeros del extenso linaje los Mendoza, Juan Hurtado de Mendoza el Viejo —hijo, a su vez, de otro Juan de Mendoza y de su esposa y prima hermana, María de Mendoza—, señor de Mendívil, de quien desciende la casa de Almazán y que falleció en 1367 en la batalla de Nájera apoyando a Enrique de Trastámara, futuro Enrique II de Castilla.

## Esbozo biográfico
Durante la contienda entre Pedro I de Castilla y su hermano Enrique de Trastámara, apoyó primero la causa petrista aunque después cambió de bando. Posteriormente, el rey Enrique premió sus servicios concertando su matrimonio con María de Castilla, hija de Tello de Castilla y lo nombró su alférez mayor en 1372, cargo que desempeñó también hasta 1386 durante el reinado de Juan I. Fue además prestamero mayor de Vizcaya y de Las Encartaciones en 1372, 1374, 1376 y 1384. Juan I le donó Morón de Almazán en 1384; en 1385, durante las Cortes de Valladolid, el monarca lo nombró miembro del Consejo Real; en 1386 fue designado ayo del infante Enrique, el futuro Enrique III y, desde 1387 hasta 1390, ocupó el cargo de almirante de Castilla,
Fue persona de importancia vital durante el reinado de Enrique III de Castilla. Destacó por su habilidad en la política castellana y fue un preceptor destacado de los dos reyes, Enrique III y Juan II. Ocupó el Consejo de Regencia en 1391. Coincidiendo con la entronización de Enrique III, fue nombrado mayordomo mayor del rey. Desempeñó este cargo hasta su muerte que probablemente acaeció en 1404, poco después de haber otorgado su testamento el 22 de noviembre de ese año.

## Matrimonio y descendencia
Contrajo matrimonio, después de 1385, con María Téllez de Castilla —viuda de Álvar García de Albornoz el Joven—, señora de Olmeda de la Cuesta, hija de Tello de Castilla y nieta de Alfonso XI y de Leonor de Guzmán y viuda de María nacieron: 
- Pedro González de Mendoza «el Malo», hijo primogénito, heredó Almazán y su tierra y es el progenitor de los marqueses de Almazán Fue alférez mayor del rey Juan II y tutor de las infantas María y Catalina de Castilla.[7]
- Ruy Díaz de Mendoza (m. 25 de agosto de 1404), mayordomo de Juan II de Castilla. Su padre le donó Hueto de Suso y Hueto de Yuso, la heredad de Irrualda, las casas fuertes de Hueto y Mártioda.[8] Contrajo matrimonio con Mayor de Ayala, la cuarta hija del canciller Pero López de Ayala. Fueron padres de María y de Leonor de Mendoza que heredaron Martioda y Hueto. Ruy falleció antes que su padre.[9]
- Diego Hurtado de Mendoza, de quien descenderían los marqueses de Cañete;[8]
- Juan Hurtado de Mendoza y Castilla (m. Madrid, 1426), mayordomo de Enrique III de Castilla a la muerte de su padre, y posteriormente, lo fue de Juan II de Castilla hasta su muerte en 1426.[8]